# Fells Point

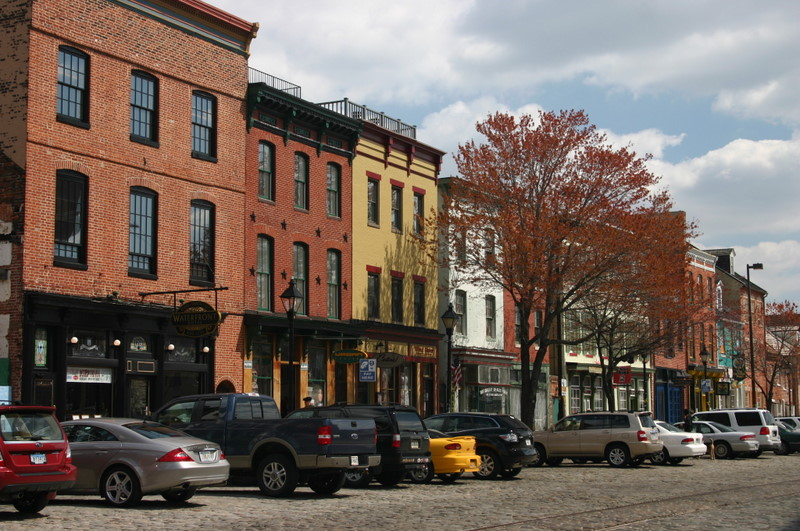
Magasins sur Thames Street dans le quartier de Fells Point à Baltimore.

Fells Point est un quartier de la ville de Baltimore, dans le Maryland (États-Unis).
Situé à l'est de l'Inner Harbor et de Little Italy dans l'estuaire du Patapsco, Fells Point est un quartier portuaire reconverti et classé dans le Registre national des lieux historiques. Aujourd'hui, il est connu pour sa grande concentration de bars et de restaurants et attire de nombreux touristes.

## Historique
Fells Point fut fondée officiellement en tant que ville en 1763 avant de grandir rapidement et de se voir rattachée à Baltimore en 1797. Le quartier vit de son port mais également de son chantier naval qui construisit, entre autres, l'USS Constellation et dont la spécialité était la production de goélettes.
À travers son histoire, de nombreux immigrants ont débarqué et se sont installés à Fells Point. Parmi eux, on comptait de nombreux polonais, irlandais et de mexicains.
Après la guerre civile américaine, l'activité des chantiers navals se délocalisa pour des raisons pratiques en périphérie et le quartier se reconvertit une première fois dans l'industrie. 
Une de ses industries est Baltimore Chrome Works. Une raffinerie de minerai de chrome dont le siège et l'usine principale étaient situés à Fells Point. Isaac Tyson a commencé à extraire de la chromite dans la région autour de Baltimore en 1813 et a construit Baltimore Chrome Works à Fells Point en 1845. Baltimore Chrome Works est devenue une partie d' Allied Chemical et l'usine de Fells Point a fonctionné jusqu'en 1985, date à laquelle elle a été fermée. L'assainissement complet a pris jusqu'en 2000.
Fells Points fut épargné par le grand incendie de Baltimore de 1904 qui ravagea surtout le Downtown Baltimore. Néanmoins, les industries aussi furent plus tard délocalisées au cours du XXe siècle et le quartier tomba en désuétude jusqu'à ce que les premières politiques de préservation historique y soient lancées.
En 1965, un projet visait à relier les Interstate 83 et 95 par le nord du port de Baltimore, ce qui aurait amené à la construction d'une autoroute aérienne en plein Fells Point et la destruction d'une partie du quartier. De nombreuses protestations des habitants, menées notamment par Barbara Mikulski ont cependant amené à l'annulation de ce projet et en 1969, Fells Point fut le premier quartier à être classé sur le Registre national des lieux historiques.
Récemment, de nombreux yuppies se sont installés dans le quartier grâce au phénomène de gentrification. En septembre 2003, le quartier de Fells Point fut touché par de fortes inondations causées par l'ouragan Isabel.

## Démographie
Lors du recensement des États-Unis de 2000, il y avait 3 050 habitants à Fells Point. La population était composée de 81,3 % de blancs, 7,5 % d'Afro-Américains, 3,0 % d'asiatiques, 0,5 % d'amérindiens et 4,5 % de personnes issues d'autres races.
68,8 % de ses habitants étaient employés, 3,0 % sans-emplois et 27,1 % non-comptés dans la population active. Le revenu médian était de 46 167 $ et environ 7,5 % des foyers et 12,6 % des individus vivaient sous le seuil de pauvreté. En comparaison, le revenu médian pour l'ensemble de la ville de Baltimore était de 30 078 $ et 22,9 % vivait sous le seuil de pauvreté. Par ailleurs, 17,4 % des logements étaient inoccupés.